# Tunnel du Resquiadou
Le tunnel du Resquiadou — du provençal resquihadou (resquilhador en graphie occitane classique)  signifiant littéralement « lieu où l'on glisse » — est un tunnel routier situé au sud de la commune du Rove, dans les Bouches-du-Rhône. Il est emprunté par la route départementale 568 (ex-RN 568) reliant Marseille à Martigues. Il permet de pénétrer dans le massif de la Nerthe en évitant le chemin sinueux et étroit du Resquiadou (ancien tracé de la route).
Des travaux de mise en conformité ont été réalisés de septembre 2013 à l'été 2015.